# Serhij Kovalenko (cestista)
Serhij Ivanovyč Kovalenko (in ucraino Сергій Іванович Коваленко?, in russo Сергей Иванович Коваленко?, Sergej Ivanovič Kovalenko; Lüshunkou, 11 agosto 1947 – Kiev, 18 novembre 2004) è stato un cestista sovietico, dal 1991 ucraino.

## Carriera
Nella Nazionale di pallacanestro dell'Unione Sovietica vinse la medaglia di bronzo alle Olimpiadi di Città del Messico nel 1968 e la medaglia d'oro alle Olimpiadi di Monaco di Baviera del 1972, dopo una famosa finale contro gli Stati Uniti d'America. Vinse inoltre l'oro ai campionati europei del 1969.

## Palmarès
- Campionato sovietico: 6

CSKA Mosca: 1975-76, 1976-77, 1977-78, 1978-79, 1979-80, 1980-81